# NGC 4451
NGC 4451 је спирална галаксија у сазвежђу Девица која се налази на NGC листи објеката дубоког неба.
Деклинација објекта је + 9° 15' 32" а ректасцензија 12h 28m 40,5s. Привидна величина (магнитуда) објекта NGC 4451 износи 12,6 а фотографска магнитуда 13,4. Налази се на удаљености од 16,8000 милиона парсека од Сунца. NGC 4451 је још познат и под ознакама UGC 7600, MCG 2-32-79, CGCG 70-111, IRAS 12260+0932, ARAK 368, VCC 1118, PGC 41050.